# Шляхи і долі
«Шляхи і долі» (рос. «Пути и судьбы») — український радянський художній фільм 1955 року режисера Якова Базеляна. Виробництво кіностудії імені Олександра Довженка.

## Сюжет
Сільський лікар Іван Бойко отримує запрошення в столичну клініку, де зустрічає університетського друга Дмитра Костенка. Дмитро — успішний доцент, але дуже скоро Іван переконується в моральній неохайності Дмитра, який привласнив наукову працю скромного колеги Винника...

## У ролях
- Юрій Саранцев —  Іван Бойко
- Аркадій Толбузін —  Костенко
- Ролан Биков —  Винник
- Леонід Пирогов —  професор Гармаш
- Валентина Ушакова —  Люся Гармаш
- Ада Войцик —  Марія Василівна
- Георгій Юматов
- Всеволод Санаєв
- Кирило Лавров
- Муза Крепкогорская
- Михайло Білоусов
- Євгенія Єршова
- А. Борисоглібський
- Ваня Захаржевський

## Творча група
- Автор сценарію: Лілія Нємєнова
- Режисер: Яків Базелян
- Оператор: Михайло Чорний
- Композитор: Євген Зубцов